# NGC 4911
NGC 4911 (również PGC 44840 lub UGC 8128) – galaktyka spiralna z poprzeczką (SBbc), znajdująca się w gwiazdozbiorze Warkocza Bereniki w odległości około 320 milionów lat świetlnych. Została odkryta 11 kwietnia 1785 roku przez Williama Herschela. Jest to galaktyka aktywna.
NGC 4911 zawiera bogate w pył i gaz pasma leżące blisko jądra. Pasma te są podkreślone przez świetliste różowe obłoki wodoru oraz światło nowo narodzonych gromad gwiazd. Wskazuje to na to, że w galaktyce NGC 4911 zachodzą intensywne procesy formowania nowych gwiazd. Galaktyka ta należy do Gromady w Warkoczu.